# エウジェニオ・ジニョウス
エウジェニオ・ジニョウス（Eugenio Gignous、1850年8月4日 - 1906年8月30日）は、イタリアの画家である。 北イタリアのマッジョーレ湖周辺などの風景画を描いたことで知られている。

## 略歴
ミラノでフランス出身の絹製品の商人の息子に生まれた。早くから絵の才能を示し、1864年にミラノのブレラ美術アカデミーに入学した。1869年までルイージ・リカルディ（Luigi Riccardi: 1808–1877）の教室で、風景画を学び、その後ガエターノ・ファサノッティ（Gaetano Fasanotti: 1831–1882）に学んだ。ミラノを中心に展開された共和主義的作家たちの前衛芸術運動、「スカピリアトゥーラ派」(scapigliatura)の人々と交流し、メンバーの画家ダニエーレ・ランツォーニやトランクイッロ・クレモナと親しくなった。
1870年にトリノの美術協会の展覧会に風景画を初出展し、フィレンツェやジェノヴァ、ブレラ美術アカデミー、トリノの展覧会に出展するようになりトリノ県のリヴァーラなどで風景を描いた「リヴァーラ派(Scuola di Rivara)」と呼ばれる画家たちと交流した。
先輩画家のフィリッポ・カルカーノ（1840–1914)の影響を受け、カルカーノとは1879年からともにマッジョーレ湖やモッタローネ山、ヴァル・ドッソラの峡谷を訪れその風景を描いた。1881年にミラノで開かれた全国展、1883年にローマで開かれた全国展に参加した。1887年以来、家族とマッジョーレ湖畔の街、ストレーザに住み、Uberto Dell'OrtoやAchille Tominetti、Achille Formis、Pompeo Marianiといった画家たちとマッジョーレ湖周辺の風景を描いた
。
1891年の第1回ミラノ・トリエンナーレに参加し、作品は国王ウンベルト1世に買い上げられた。その後も多くの展覧会に作品を出展した。
1906年に癌でストレーザで亡くなった。息子のロレンツォ・ジニョウス（Lorenzo Gignous: 1862–1958）も画家になった。娘のジネット (1891-1982)は未来派の画家アロルド・ボンザーニ（1887-1918) と結婚し、ボンザーニの死後有名なヴェネツィアン・グラスの工房の創業者、パオロ・ヴェニーニ（Paolo Venini: 1895–1959）と結婚した。

## 作品

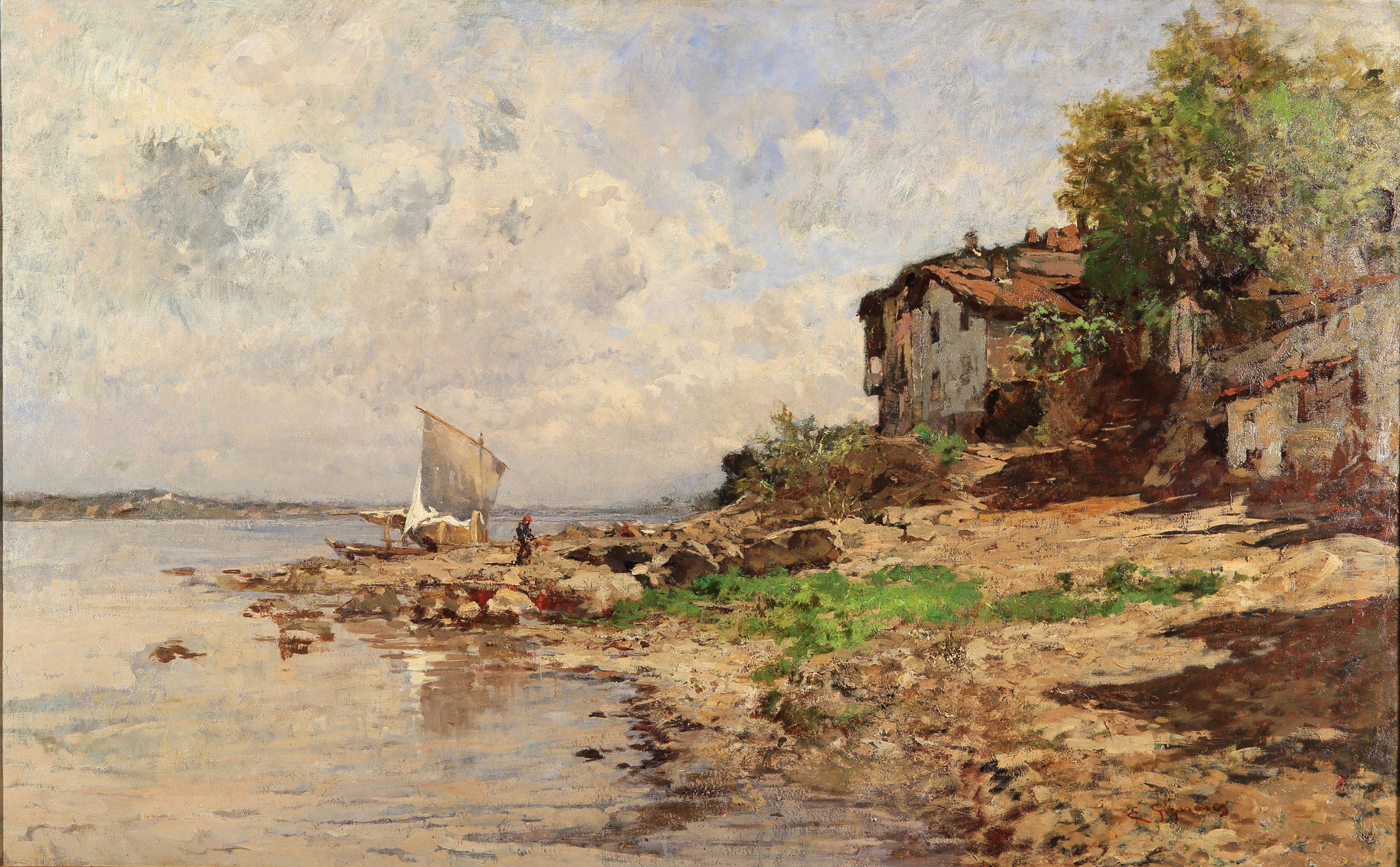
マッジョーレ湖の風景
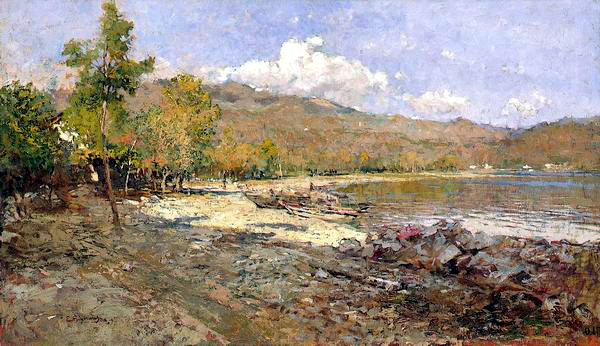
マッジョーレ湖の風景
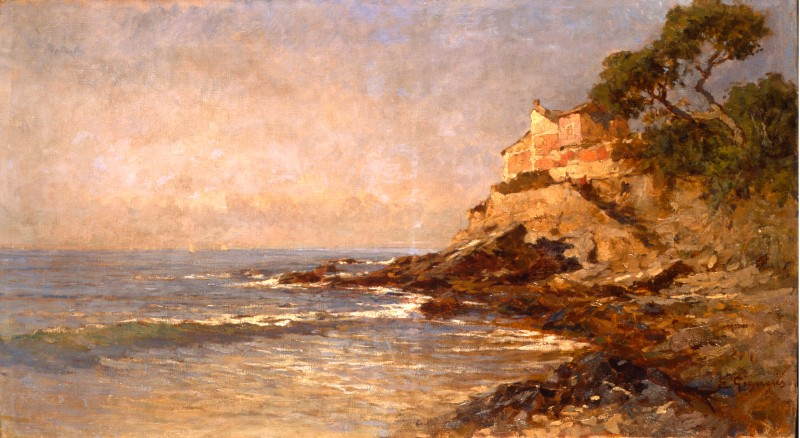
リグーリアの海岸 (1890/1895)